# Oxynoemacheilus kurdistanicus
Oxynoemacheilus kurdistanicus és una espècie de peix pertanyent a la família dels balitòrids i a l'ordre dels cipriniformes.

## Etimologia
L'epítet kurdistanicus fa referència al seu lloc d'origen: el Kurdistan.

## Descripció
El cos, allargat, fa 5,8 cm de llargària màxima. 11-12 radis tous a l'única aleta dorsal i 7-8 a l'anal. 32-34 vèrtebres. Aleta dorsal amb, normalment, 9 radis ramificats. 10-11 radis tous a les aletes pectorals i 7-8 a les pelvianes. Absència d'aleta adiposa. Aleta caudal forcada. Peduncle caudal molt prim i comprimit. Línia lateral completa i amb un patró de franges transversals. Els mascles, durant la temporada reproductiva, mostren tubercles molt fins als costats del cos i el cap. Els mascles no presenten ni les galtes inflades ni plec suborbital. Solc preorbitari de feble a absent (ambdós sexes el poden tindre en cas d'aparèixer). Els mascles tenen les aletes parelles més allargades i l'aleta dorsal més alta que les femelles.

## Hàbitat i distribució geogràfica
És un peix d'aigua dolça, demersal i de clima subtropical, el qual és un endemisme de la conca del riu Choman al Kurdistan.

## Observacions
És inofensiu per als humans i el seu índex de vulnerabilitat és baix (15 de 100).